# الكسندر بنغتسون
الكسندر بنغتسون (بالسويدية: Alexander Bengtsson)‏ هو ناشط سياسي سويدي، ولد في 27 سبتمبر 1995، وتوفي في 24 مارس 2016 بسبب حادث مرور.